# Котобуки, Минако
Минако Котобуки (яп. 寿 美菜子 Котобуки Минако, род. 17 сентября 1991 года) — японская певица и сэйю. Родилась в префектуре Хиого.

## Карьера певицы
Котобуки начала свою карьеру певицы с исполнения открывающей и закрывающей тем в аниме-сериале 2009 года K-On! (вместе с тремя другими сэйю Аки Тоёсаки, Ёко Хикасой и Сатоми Сато). Вскоре она исполнила открывающую композицию и в другом аниме, Hatsukoi Limited (вместе с Аки Тоёсаки, Аяхи Такагаки и Харукой Томацу. Четверо последних известны также как участницы группы Sphere, первый сингл которых, Future Stream, вышел 22 апреля 2009 года. Свою музыкальную деятельность они осуществляют под эгидой звукозаписывающей компании Sony Music Entertainment.

## Роли в качестве сэйю
2007 год
- Minami-ke — студентка (8 серия)[6]

2008 год
- Kyouran Kazoku Nikki — Хидзири Ямагути

2009 год
- Hatsukoi Limited — Рика Добаси[7]
- K-On! — Цумуги Котобуки[2]
- Umi Monogatari: Anata ga Ite Kureta Koto — Канон Миямори
- To Aru Kagaku no Railgun — Мицуко Конго
- Yoku Wakaru Gendai Mahou — Кахо Сакадзаки

2010
- Asobi ni Iku yo! — Чайка
- Chu-Bra!! — Яко Дзингудзи
- Hyakka Ryouran Samurai Girls — Сэн Токугава
- K-On!! — Цумуги Котобуки
- Otome Youkai Zakuro — Дайдай
- To Aru Majutsu no Index II — Мицуко Конго

2011
- A Channel — Юко
- Guilty Crown — Канон Кусама
- Dog Days — Вейл
- Manyu Hiken-cho — Тифуса Маню
- Ro-Kyu-Bu! — Нацухи Такэнака
- Softenni — Мисаки Сидо
- Tiger & Bunny — Карина
- Hanasaku Iroha — Эри Мидзуно
- Tamayura ~hitotose~ — Тихиро Миёси
- Beelzebub — Ёльда, Каору Умэмия
- Eiga K-On! — Цумуги Котобуки

2012
- Suki-tte Ii na yo. — Мэгуми Китагава
- Inazuma Eleven GO: Chrono Stone — Жанна д'Арк

2013
- Doki Doki PreCure — Рикка Хисикава
- Gundam Reconguista in G — Норедо

2015
- Hibike! Euphonium — Аска Танака

2016
- Hibike! Euphonium 2 — Аска Танака
- Time Travel Girl — Вака Мидзуки

2017
- Isekai wa Smartphone to Tomo ni. — Реджина Вавилон

2018
- Bloom Into You — Токо Нанами

2019
- 7 Seeds — Мария Мики
- Fairy Gone — «Sweety» Bitter Sweet
- Hello World — Ии Сидзука
- Hibike! Euphonium ~Chikai no Finale~ — Аска Танака
- Senki Zesshō Symphogear XV — Сен-Жермен

2020
- A Certain Scientific Railgun T — Мицуко Конго
- A Whisker Away — Ёрико Фукасэ

2023
- Долой безделье! — Ририка Сайдзё